# Sighnaghi (municipalité)
La municipalité de Sighnaghi (en Géorgien : სიღნაღის მუნიციპალიტეტი) est un district de la région de Kakhétie en  Géorgie, dont la ville principale est Sighnaghi. Au recensement de 2014, il comptait 29 948 habitants.